# Scotopteryx obscuraria
Scotopteryx obscuraria là một loài bướm đêm trong họ Geometridae.